# Tovomita brasiliensis
Tovomita brasiliensis là một loài thực vật có hoa trong họ Bứa. Loài này được (Mart.) Walp. miêu tả khoa học đầu tiên năm 1842.